# Demônios da Garoa
Demônios da Garoa é uma banda brasileira de samba formada em São Paulo, no bairro da Mooca, em 1943.
Os membros extraíram influências de uma variedade de fontes culturais para construir suas próprias características. Sua história musical cresceu quando se encontraram com Adoniran Barbosa, um dos mais importantes compositores da MPB, em 1949, juntos eles foram vistos como uma personificação dos movimentos socioculturais da época.
Os Demônios da Garoa construíram sua reputação cantando samba ao longo de 80 anos de carreira, completados no ano de 2023. Em 1994, tornou-se o grupo mais antigo da América Latina, como um membro do livro Guinness World Records Brazil, além de ser uma das principais bandas de Samba de São Paulo e das mais respeitadas do Brasil.
"Trem das Onze" é o maior sucesso da banda, conjuntamente com "Iracema", "Saudosa Maloca", "O Samba do Arnesto", "As Mariposas", "Tiro ao Álvaro", "Ói Nóis Aqui Trá Veiz", "Vila Esperança" e "Vai no Bexiga pra Ver".
O grupo já lançou mais de 70 discos, mais de 30 milhões de cópias vendidas e, aproximadamente, 11 mil shows realizados.

## Biografia
Surgiu em São Paulo, capital, na década de 1940 com o nome de "Grupo do Luar", fundado por Arnaldo Rosa. Em 1943, cantando pela primeira vez no rádio, venceu um concurso de calouros, chamado A Hora da Bomba, da Rádio Bandeirantes, cujo prêmio principal era um contrato para duas apresentações semanais na rádio. O grupo mudou de nome por iniciativa do locutor Vicente Leporace, entusiasta do grupo. Este promoveu um concurso entre os ouvintes para que fosse escolhido o nome do grupo. Dentre as sugestões, foi escolhido o nome "Demônios da Garoa" por um ouvinte da radio não identificado até hoje. Vale lembrar que Leporace ao anunciar o conjunto em seu programa costumava chamá-los de "endiabrados" do Grupo do Luar.
A formação original tinha Arnaldo Rosa (vocal e ritmo), os irmãos Antônio e Benedito Espanha (que marcavam ritmo tocando tantã e afoxé), Waldemar Pezuol (no violão), Zezinho (no violão tenor) e Bruno Michelucci (no pandeiro).
Em 1949, durante as gravações do filme O Cangaceiro, conheceram o compositor Adoniran Barbosa. Nasceu a parceria que rendeu os principais sucessos do grupo e seu reconhecimento nacional. O bom humor tornou-se a marca registrada do grupo. Em 1951, o Adoniran trouxe um primeiro samba, "Malvina".
Em 1965, com mudanças na formação original, gravou "Trem das Onze", canção emblemática (eleita em 2000, através de votação popular, a música-símbolo da cidade de São Paulo). "Trem das Onze" conquistou, em 1964, o prêmio de músicas de Carnaval no IV Centenário do Rio de Janeiro.
O grupo vendeu mais de dez milhões de cópias distribuídos em 69 compactos simples, 6 compactos duplos, 34 LPs e 13 CDs ao longo de sua carreira. Os dois últimos membros originais do conjunto, Arnaldo Rosa e Toninho Gomes, faleceram em 2000, vítima de cirrose hepática, e 2005, vítima de complicações do diabetes e do mal de Alzheimer, respectivamente.
Em 1994, os Demônios da Garoa entraram para o Guinness Book - Livro dos Recordes Brasileiro como o "Conjunto Vocal Mais Antigo do Brasil em Atividade", além de receberem o disco de ouro pelo álbum 50 Anos.
Em 1999, Izael Caldeira passa a integrar o grupo, tocando timba e cantando. Ficou até sua morte, em 2021.
A partir da gravação de seu primeiro DVD, intitulado Demônios da Garoa ao Vivo, gravado em 2005 e lançado pela Band Music, o Demônios da Garoa passa a contar com uma banda de apoio, formada por bateria, violão de 6 cordas, contrabaixo, percussão, cavaquinho e piano.
Ainda em 2005, após a gravação do DVD, Ricardo Rosa, o "Ricardinho", passa a integrar o grupo, sendo a 3ª geração da família a tocar, onde seu pai, Sérgio Rosa, é integrante, e seu avó Arnaldo Rosa foi um dos fundadores.
Em 2012, lançaram o segundo DVD da carreira, Vem cantar comigo, com participações de Dudu Nobre, Péricles, Wando e Arnaldo Antunes.

Em 6 de junho de 2016, falece Ventura Ramirez, que tocou violão de 7 cordas por quase 40 anos, entre idas e vindas, no grupo.

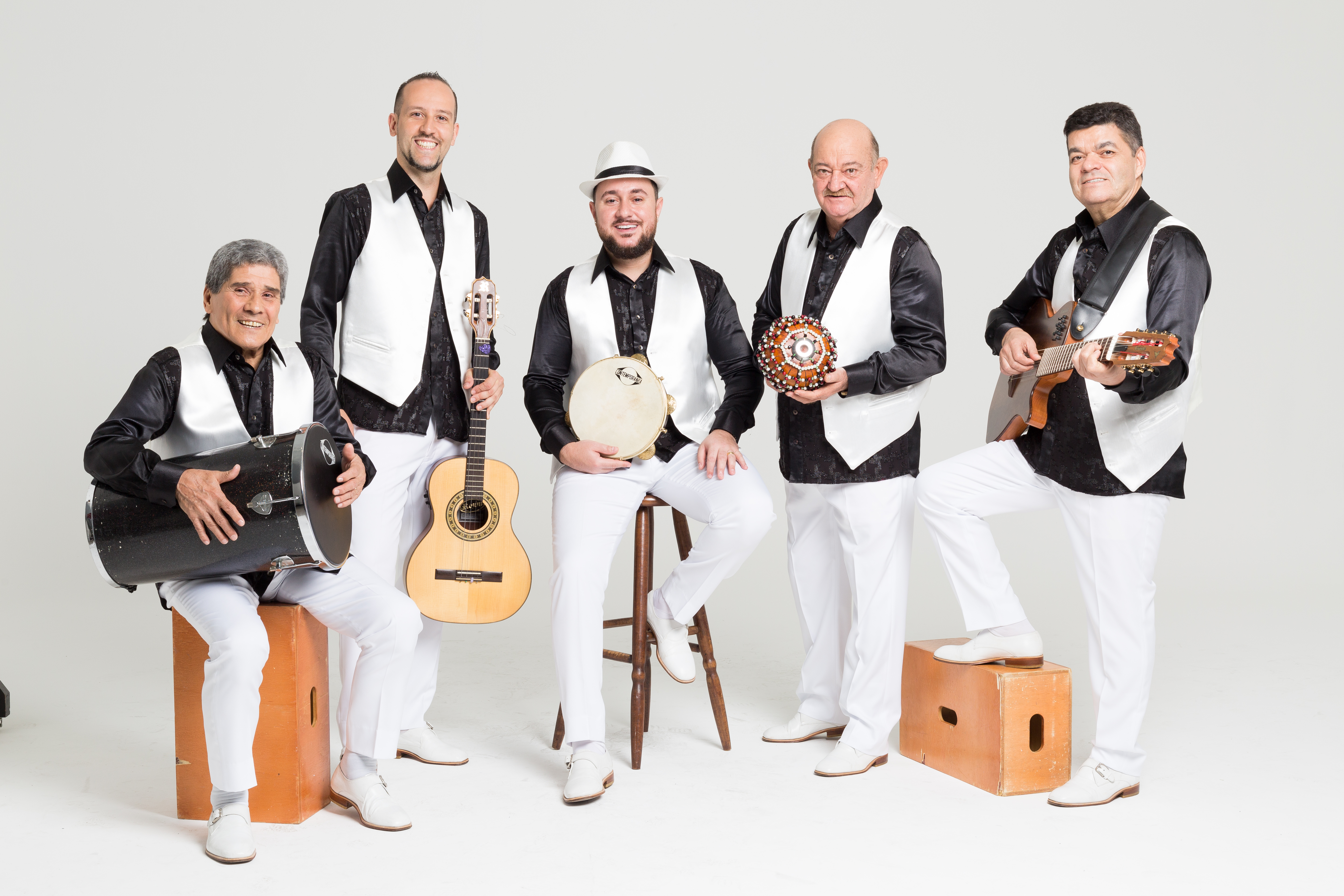
Formação dos Demônios da Garoa em 2020.

Em 2019, apresentaram-se pela primeira vez na Europa, durante o Festival Les Escales, que acontece anualmente na cidade de Saint-Nazaire, na França.
Em 3 de julho de 2020, Odilon Cardoso, empresário do grupo há quase 40 anos, morre de Covid-19.
Em 2 de dezembro de 2021, Dia Nacional do Samba, lançam o single "Tá na hora do show", com Xande de Pilares.
Em 2 de dezembro de 2022, Dia Nacional do Samba, lançam um single triplo com músicas "É preciso seguir" (André Renato e Sereno), "Jogo de azar" (Dedé Paraizo e Eunice Barbosa) e "Quer me namorar?" (Dedé Paraizo e Ricardinho DG).

## Formação

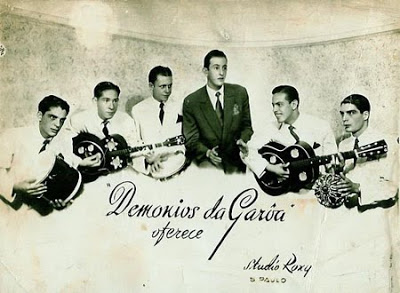
O grupo, em uma de suas primeiras formações, no início dos anos 1940.

### Atuais integrantes
- Dedé Paraizo
- Everson Pessoa
- Ricardo Rosa (Ricardinho)
- Sérgio Rosa

### Formação original
- Antônio Espanha (Boi)
- Arnaldo Rosa
- Benedito Espanha (Dito)
- Bruno Michelucci
- Waldemar Pezuol
- Zezinho

### Ex-integrantes
- Arnaldo Rosa
- Antônio Gomes Neto (Toninho)
- Artur Bernardo
- Cláudio Rosa
- Cláudio (Esquerdinha)
- Francisco Paulo Gallo
- Izael Caldeira (Iza; "Catraca")[7][8]
- Narciso Trevilatto
- Osvaldinho da Cuíca
- Roberto Barbosa (Canhotinho)
- Ventura Ramirez[10][11]
- Zenésio Marques
- Sidnei Cláudio Thomazzi (Simbad)

## Discografia
- É Preciso Seguir (2022)
- Ao Vivo no Rio Grande do Sul (2022)
- Um Samba Diferente (2014)
- Vem Cantar Comigo (2012)
- Demônios da Garoa e Amigos (2008)
- Demônios da Garoa Ao Vivo (2006)
- 60 Anos Ao Vivo (2004)
- Reviva (2001)
- 55 Anos de Garoa (1999)
- Ao Vivo (1997)
- Hoje (1995)
- 50 Anos (1994)
- Esses Divinos Demônios da Garoa (1990)
- O Samba Continua (1980)
- 34 Anos de Música Brasileira (1977)
- Samba do Metrô (1975)
- Torre de Babel (1974)
- Abre a Gira (1973)
- Eu Sou de Lá (1972)
- Aguenta a Mão, João (1971)
- Sai de Mim, Saudade (1971)
- Doido Varrido (1969)
- Ói Nóis Aqui Tra Veis (1969)
- É de Samba Vol. 2 (1968)
- É de Samba (1968)
- Leva Este (1968)
- Eu Vou Pro Samba (1965)
- Trem das 11 (1964)
- Mas Demônios Que Nunca (1962, Argentina)
- Demônios em Sambas Infernais (1961)
- Pafunça (1958)
- Demônios da Garoa (1957)
- Saudosa Maloca (1957)

## Maiores Sucessos (ordem cronológica)
- 1951 - Malvina
- 1955 - O Samba do Arnesto
- 1955 - Saudosa Maloca
- 1956 - Iracema
- 1964 - Iracema (regravação do antigo sucesso de 1956)
- 1964 - Trem das Onze
- 1985 - A Vida É Dura (Tema de Ari nas duas versões da Novela "Ti Ti Ti").[15][16]
- 1994 - Seu Querer